# Solano (Wind)
Der Solano (lateinisch solanus ‚Ostwind‘) ist ein in Spanien auftretender und dem Scirocco ähnlicher, von Süd-Ost und Süd kommender heißer Wind.
Betroffen ist das südliche Spanien, insbesondere Andalusien mit den Städten Sevilla und Cádiz sowie die Mancha. Der Wind tritt meistens zwischen Juni und September auf.